# 소녀요괴 자쿠로
《소녀요괴 자쿠로》(일본어: おとめ妖怪 ざくろ)는 호시노 릴리 원작의 일본의 만화이다. 겐토샤 코믹스의 〈코믹 버즈〉에서 연재중이며, 2010년 10월부터 12월 말까지 동명의 애니메이션이 전13화 분량으로 방영되었다.

## 줄거리
인간과 요괴가 공존하는, 근대 일본. 인간과 요괴가 어울려 살 수 있게 하고, 아울러 인간과 요괴가 함께 얽혀 있는 사건들을 해결하고자, 일본에선 '요인성(妖人省)'이라는 관청을 만들게 된다. 그리고 이곳으로 '아케마키 케이', '요시노카즈라 리켄', '하나키리 칸류'라는 유능한 청년 군인들이 발령을 받게 된다. 그리고 그들은 같이 파트너로서 함께 일할, '자쿠로', '스스키 호타루', '본보리·호즈키'라는 반요소녀들을 만나게 된다. 그리고 그들은 자쿠로-케이, 스스키호타루-리켄, 본보리·호즈키-간류, 이렇게 총 3팀으로 구성되어 각지에서 일어나는 여러 사건들을 해결하고자 분투를 하는데....

## 등장인물
(※등장 인물 소개는, 애니 내용 및 인터넷에 떠도는 이야기들에 근거해 저술됨.)

### 요인성 인물들
자쿠로(西王母桃)
성우 - 나카하라 마이
본 작품의 여주인공으로, 케이와 파트너를 이루고 있는 반요(요괴와 인간 사이에서 태어난 존재.)소녀. 요인성 내부 또래 반요들 중의 리더같은 존재. 기본적으로 드세고 호전적인 성격이나, 솔직하게 자신의 감정을 표현하지 못 하는 모습을 보이는 등 소녀다운 면도 가지고 있다. 케이에겐 처음에 잠깐 반했다가 곧 요괴를 무서워하는 그의 모습에 실망감을 느낀다. 그렇지만 시간이 지날수록 그에게 다시 호감을 품어간다.
전투 능력은 요인성 내부에서도 우월한 편이며, 전투시 단검을 무기로 사용한다. 단 음식을 좋아하며 우유를 싫어한다.(그러나 나중에 우유를 마실 수 있게 됨.)
아게마키 케이(総角 景)
성우 - 사쿠라이 타카히로
본 작품의 남주인공으로, 육군 소위. 유서 깊은 군인 가문 출신으로 용모단정, 품행방정하며 정의감이 강하나, 그럴싸한 겉모습과 달리 요괴를 무척이나 무서워 한다. 그러나 시간이 지날수록 조금씩 그 무서움을 극복해 나가는 듯 함.
자쿠로와는 충돌이 많지만, 그녀를 파트너로서, 나중엔 이성으로서 신경 써준다.
스스키호타루(薄蛍)
성우 - 하나자와 카나
자쿠로의 친구로, 그녀 역시 반요이며 리켄의 파트너. 내성적이고 온순한 성격을 지녔다. 처음엔 리켄이 키가 크다는 이유로 무서워 여겼으나, 리켄의 배려로 이후 점차 그에게 호감을 품게 된다.
전투시 백병전같은 것보단 후방에서 노래와 춤을 추며 자쿠로를 지원을 해주는 담당을 하며, 자신에게 닿는, 사람이나 물건에 전해져 오는 마음을 느낄 수 있는 능력을 가지고 있다고 한다.
요시노카즈라 리켄(芳野葛 利劔)
성우 - 히노 사토시
케이의 동료로, 육군 소위. 키가 크며 과묵한 청년이다. 이 때문에 무뚝뚝해 보일 수 있으나, 실은 온화하고 자상한 면을 지녔다.
본보리(雪洞)ㆍ호즈키(鬼灯)
성우 - 토요사키 아키(본보리), 호리에 유이(호즈키)
자쿠로의 친구로, 그녀들도 역시 반요이며 간류의 파트너. 둘은 일란성 쌍둥이 자매로서, 둘은 말하지 않아도 텔레파시로 서로의 의사를 알 수 있다고 한다. 또한 둘다 모두 간류를 진심으로 좋아한다.
전투시 후방에서 노래와 춤을 추며 자쿠로를 지원을 해주는 역할을 담당을 하며, 꽃잎을 이용하여 그걸 식신처럼 부려 사용하며, 결계를 치기도 하며, 또 그것을 이용해 공격을 할 수 있는 능력을 지님.
하나키리 간류(花桐 丸竜)
성우 - 카지 유우키
케이의 동료로, 육군 소위. 육군 내에서 최연소로 소위로 임관한 수재라 함. 나이가 어린 만큼 체구가 작지만 항상 당당하고 기센 모습을 보임. 하지만 항상 본보리·호즈키 자매의 애정 행각과 장난에 휘둘리길 일상이다.
마메조(豆蔵)
성우 - 오카모토 노부히코
자쿠로의 식신이자, 친구같은 사이인 개 요괴. 자쿠로의 칼을 몸 속에 품고 있다. 애교 만점이지만 장난꾸러기같은 성격을 지녔으며, 종종 케이에게 장난을 걸곤 한다.
사쿠라(桜)
성우 - 이구치 유카
스스키호타루의 칼을 품고 있는, 어린 여자 요괴. 나이가 어리다 보니, 매우 천진난만함. 또한 케이를 잘 따른다.
키리(桐)
성우 - 타무라 무츠미
본보리·호즈키 자매의 칼을 품고 있는, 어린 남자 요괴. 사쿠라와 비슷한 연배이며 항상 사쿠라와 붙어 다닌다. 또한 케이를 잘 따른다.
쿠시마츠(櫛松)
성우 - 코미야 카즈에
요인성에 소속되어 있는 여우 요괴. 요인성 내에선 반요들의 보호자 역할을 담당하고 있다. 평상시엔 중년의 아줌마같은 분위기의 모습을 하고 있으나, 실제론 아름다운 모습의 백색 여우의 모습을 가지고 있다. 과거에 자쿠로의 어머니인 츠쿠하네를 모신 적이 있었다고 한다.
아마류조(雨竜寿)
성우 - 이시미즈 아키히코
요인성의 최고 책임자라 할 수 있는, 코끼리 요괴.

### 그 외 인물들
하나다테 타카토시(花楯 鷹敏)
성우 - 콘도 타카유키
케이, 리켄, 간류의 상관으로, 계급은 중위. 요인성이 설립되는데 일익을 담당하였다고 함. 가끔 요인성에 사건 의뢰를 하기도 함.
하지만 실은 그의 본명은 "오모다카(沢鷹)"이며 신이 내린 사당의 당주를 맡고 있으며, 그는 자쿠로가 츠쿠하네와 같은 힘을 가지고 있다는 걸 알고, 그녀를 자신의 신부로 얻기 위해 란그이를 시켜 자쿠로를 하고자 일을 꾸민다.
란그이(乱抗)
성우 - 이노우에 키쿠코
거미요괴로 아름다운 미모를 이용해 남자들을 사냥해 잡아먹는 잔인함을 가졌다. 연회장에서 자쿠로 일행에게 습격을 당한 적이 있으며 자쿠로의 어머니에 대한 걸 알고 있기 때문에 그녀와는 필연적으로 마주칠 수 밖에 없는 사이이다.
그녀는 하나타테를 진심으로 좋아하고 있었으나, 하나다테가 자쿠로에게만 관심을 보인다는 이유로, 그녀를 죽이고 싶을 만큼 싫어하게 된다.
뱌쿠로쿠(百綠)
성우 - 토마츠 하루카
자쿠로 일행을 습격해 온, 쌍둥이 반요 자매 중 언니. 란그이의 명령으로 자쿠로를 데려가고자 그의 동생과 함께 움직이곤 한다. 란그이의 주술로 요력을 무리하게 강화시켰기 때문에 결정적일 때 승부를 내지 못 하였다.
그렇지만 그녀에게도 동생인 다이다이를 매우 아끼는 등 의외의 면을 가지고 있으며, 동생을 위해서 항상 무리한 일들은 본인이 하려 함.
다이다이(橙橙)
성우 - 코토부키 미나코
자쿠로 일행을 습격해 온, 쌍둥이 반요 자매 중 동생. 란그이의 사상에 심취해 있으며, 그녀는 언니인 뱌쿠로쿠가 자신을 위해 무리하고 있다는 걸 알지 못 한 채, 그녀를 시기한다.
츠쿠하네(突羽根)
성우 - 오오하라 사야카
자쿠로, 그리고 하나다테 타카토시(오모다카)의 어머니로, 엄청난 마력을 지닌 무녀였다고 한다. 그러나 그 힘을 탐했던, 사당 무리들의 씨받이같은 존재로 살았다고 하며, 그녀 역시 그런 걸 자신의 운명이라 여기며 살았다. 그러나 '에나가'라는 인간 남자와 지내면서 "인간"의 아름다움에 매료되고 에나가를 진심으로 사랑했고 그의 아이를 임신했다. 그러나 사당 무리들에 의해 에나가가 죽임을 당하고 그녀의 아이인 '오모다카'에게마저 경멸당하고 이후 여우 요괴 의식(이 의식은 뱃 속에 든 아이를 반요괴화하는 의식이라 함.)을 당한다. 그러다 자신이 낳은 아이(이 아이가 자쿠로)가 요력이 강해, 사당 무리들에게 이용당할 거라는 걸 알고, 쿠시마츠와 함께 먼 곳으로 도주한다. 그러다 자쿠로의 요력이 점점 강해지다 보니 그녀는 사당 무리들로부터 자쿠로를 지키기 위해, 또한 오모다카 곁에서 자살을 하고자 스스로 신이 내린 사당으로 돌아간다.
이후 그녀는 신이 내린 사당 내에서 자살을 한다.

## 애니메이션
2010년 10월부터 TV 도쿄 계열에서 방송되고 있다. 앞서 2010년 9월 25일에는 니코니코 생방송을 통해 제1화(특별판)을 포함한 특별 프로그램 《소녀요괴 자쿠로 ~자, 요사스럽게 생방송~》이 전달되었다.

### 제작진
- 원작 - 호시노 릴리
- 감독 - 콘 치아키
- 시리즈 구성 - 오카다 마리
- 캐릭터 디자인 - 하세가와 신야
- 서브 디자인 - 히구치 사토미
- 미술감독 - 사토 히로시, 호키 이즈미
- 색채설정 - 이토 유키코
- 촬영감독 - 오오코치 요시오
- 편집 - 니시야마 시게루
- 음악 - 스기모토 마사루
- 음향감독 - 아케타가와 진
- 프로듀서 - 오가와 요코, 아즈마 후카시, 미야케 마사노리, 마츠쿠라 유우지
- 애니메이션 제작 - J.C.STAFF
- 제작 - 자쿠로 제작위원회(애니플렉스, TV 도쿄, NAS, 란티스, J.C.STAFF)

### 주제가
오프닝 테마
〈MOON SIGNAL〉
작사 : 하타 아키 / 작곡 : 니지네
노래 : 스피어
엔딩 테마
〈첫사랑은 석류 색〉(初戀は柘榴色)
작사 : 코다마 사오리 / 작·편곡 : 하시모토 유카리
노래 : 자쿠로 (성우 : 나카하라 마이)
대사 : 아게마키 케이 (성우 : 사쿠라이 타카히로)
〈두 사람 조용히〉(二人静)
작사 : 코다마 사오리 / 작·편곡 : 하시모토 유카리
노래 : 스스키호타루 (성우 : 하나자와 카나), 요시노카즈라 리켄 (성우 : 히노 사토시)
〈순정 가면 무도회〉(純情マスカレイド)
작사 : 코다마 사오리 / 작·편곡 : 하시모토 유카리
노래 : 본보리 (성우 : 토요사키 아키), 호즈키 (성우 : 호리에 유이), 하나키리 간류 (성우 : 카지 유우키)

### 방영 목록
애니메이션 상에서는 각 화의 화수가 한자로 적혀있으나, 여기서는 아라비아 숫자로 표기하였다.
| 화수   | 부제 (원제/풀이) | 부제 (원제/풀이)  | 각본          | 그림 콘티                       | 연출              | 작화감독 | 총 작화감독       |
| ------ | ---------------- | ----------------- | ------------- | ------------------------------- | ----------------- | --- | ----------------- |
| 제1화  | いざ、妖々と     | 자, 요사스럽게    | 오카다 마리   | 콘 치아키                       | 콘 치아키         | 하세가와 신야 | 하세가와 신야     |
| 제2화  | あか、煌々と     | 붉고, 빛나게      | 오카다 마리   | 오오하라 미노루                 | 타마다 히로시     | 오타니 쿄코 마루야마 유우타 모토 마사요시                                                                                               | 시마무라 히데카즈 |
| 제3화  | かこ、哀々と     | 과거, 애절하게    | 오카다 마리   | 후쿠다 미치오                   | 사토 히카루       | 마츠시타 이쿠코 | 하세가와 신야     |
| 제4화  | きょり、怖々と   | 거리, 두렵게      | 모리타 마유미 | 오오하라 미노루 와타나베 히로시 | 토쿠모토 요시노부 | 야마다 마코토 야마자키 카츠유키 | 시마무라 히데카즈 |
| 제5화  | わな、粘々と     | 함정, 끈적하게    | 오카다 마리   | 소토메 코이치로                 | 소토메 코이치로   | 히구치 사토미 야마모토 히로시 타니구치 시게노리                                                                                         | 하세가와 신야     |
| 제6화  | ゆきて、事々と   | 떠나는 자, 일일이 | 오카다 마리   | 콘 치아키                       | 하시모토 토시카즈 | 미야시타 유지 모리마에 카즈야 나카야마 유미                                                                                             | 시마무라 히데카즈 |
| 제7화  | うち、猫々と     | 고양이의 집       | 모리타 마유미 | 오타키 레이                     | 히라타 유타카     | 사사키 무츠미 | 하세가와 신야     |
| 제8화  | あめ、徒々と     | 비, 덧없이        | 모리타 마유미 | 스즈키 요헤이                   | 스즈키 요헤이     | 나카야마 유미 마츠시타 이쿠코 | 시마무라 히데카즈 |
| 제9화  | さち、恋々と     | 행복, 사랑스럽게  | 오카다 마리   | 오타키 레이                     | 타마다 히로시     | 窪敏 모토 마사요시 | 하세가와 신야     |
| 제10화 | かげ、追々と     | 추적하는 그림자   | 오카다 마리   | 콘 치아키                       | 사토 히카루       | 카메타니 쿄코 모리마에 카즈야 타니구치 시게노리 미야시타 유지                                                                           | 시마무라 히데카즈 |
| 제11화 | ふれて、殻々と   | 닿아라, 공허하게  | 오카다 마리   | 소토메 코이치로                 | 소토메 코이치로   | 마츠시타 이쿠코 모토 마사요시 나카무라 유스케 후쿠나가 준이치 미야지마 히토시                                                           | 하세가와 신야     |
| 제12화 | きき、焦々と     | 위기, 초조하게    | 오카다 마리   | 후쿠시마 히로유키               | 스즈키 요헤이     | 나카야마 유미 | 시마무라 히데카즈 |
| 제13화 | おわり、燦々と   | 끝, 눈부시게      | 오카다 마리   | 콘 치아키                       | 콘 치아키         | 하세가와 신야 와카야마 마사시 오노다 마사토 나카야마 유미 히구치 사토미 타니구치 시게노리 카메타니 쿄코 마츠시타 이쿠코 모리마에 카즈야 | 하세가와 신야     |

### 음성 미니 드라마
공식 사이트에서 기간 한정으로 전달된 각 10분 분량의 음성 드라마. 전 2화로 구성되어 있으며, 애니메이션 제1화 이전의 이야기를 담고 있다.
성우 캐스팅
애니메이션의 캐스팅과 동일하나, 미니 드라마 오리지널 캐릭터가 존재한다.
오리지널 캐릭터
할머니 - 카타카이 카오루
제작진
음향감독 - 아케타가와 진
각본
제1화 - 아키즈키 히로
제2화 - 에무라 마오
제작 - 란티스, 애니플렉스
협력 - 호시노 릴리, 콘 치아키, 오카다 마리
부제
제1화 - “성(成)”의 예감 -반요편-
제2화 - “성(成)”의 예감 -소위편-

## 발매 정보

### 도서
대한민국에서는 학산문화사를 통해 정식 발매되고 있다.
- 제1권
  - 일본 - ISBN 978-4-344-81187-4 (2008년 1월 24일 발매)
  - 대한민국 - ISBN 978-89-258-4528-9 (2010년 4월 15일 발매)
- 제2권
  - 일본 - ISBN 978-4-344-81411-0 (2008년 9월 24일 발매)
  - 대한민국 - ISBN 978-89-258-4637-8 (2010년 5월 15일 발매)
- 제3권
  - 일본 - ISBN 978-4-344-81622-0 (2009년 4월 24일 발매)
  - 대한민국 - ISBN 978-89-258-4761-0 (2010년 6월 15일 발매)
- 제4권
  - 일본 - ISBN 978-4-344-81907-8 (2010년 3월 24일 발매)
  - 대한민국 - ISBN 978-89-258-4952-2 (2010년 7월 15일 발매)
- 제5권
  - 일본 - ISBN 978-4-344-82037-1 (2010년 9월 24일 발매)

### CD
| 제목                      | 일본 내 발매일       | 종류           |
| ------------------------- | -------------------- | -------------- |
| 첫사랑 환등기             | 2010년 11월 24일     | 엔딩 테마 모음 |
| 사랑의 꽃 음반            | 2010년 12월 22일     | OST            |
| 연극음반 ~행복, 서로서로~ | 2011년 1월 12일 예정 | 드라마 CD      |

### DVD
| 제목              | 일본 내 발매일       | 수록 화수             |
| ----------------- | -------------------- | --------------------- |
| 소녀요괴 자쿠로 1 | 2010년 11월 24일     | 제1화, 제2화          |
| 소녀요괴 자쿠로 2 | 2010년 12월 22일     | 제3화, 제4화          |
| 소녀요괴 자쿠로 3 | 2011년 1월 26일 예정 | 제5화, 제6화          |
| 소녀요괴 자쿠로 4 | 2011년 2월 23일 예정 | 제7화, 제8화          |
| 소녀요괴 자쿠로 5 | 2011년 3월 23일 예정 | 제9화, 제10화, 제11화 |
| 소녀요괴 자쿠로 6 | 2011년 4월 27일 예정 | 제12화, 제13화        |

## 인터넷 라디오
- 제목 - 〈소위 다실 자쿠로〉
- 진행자 - 히노 사토시(요시노카즈라 리켄 역), 카지 유우키(하나키리 간류 역)
- 전달 사이트 - 란티스 웹 라디오
- 전달 기간 - 2010년 8월 13일(예고 방송), 2010년 9월 1일 - 2010년 12월 29일
- 게스트
  - 제7화 - 나카하라 마이(자쿠로 역)
  - 제13화 - 사쿠라이 타카히로(아게마키 케이 역)